# Ordre des Célestins
Pour les articles homonymes, voir Célestins (homonymie).
 (avril 2019).
- Si vous ne connaissez pas le sujet, laissez ce bandeau (vous pouvez alors contacter les auteurs).
- Si vous supprimez le contenu mis en cause (vous pouvez préalablement contacter les auteurs),

argumentez précisément cette suppression dans la page de discussion
(un manque de référence n'est pas un argument ; une recherche réelle de référence doit avoir été effectuée, être formellement documentée).
 (avril 2019).
Si vous disposez d'ouvrages ou d'articles de référence ou si vous connaissez des sites web de qualité traitant du thème abordé ici, merci de compléter l'article en donnant les références utiles à sa vérifiabilité et en les liant à la section « Notes et références ».

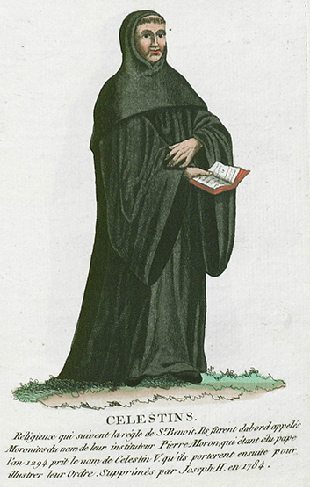
Un célestin.

L’ordre des Célestins (en latin : Pauperes Eremite Domini Celestini) est un ordre monastique de tradition bénédictine érémitique. En 1248, Pierre de Morrone quitte son monastère pour devenir ermite. Ses disciples seront connus comme moines « célestins » lorsque leur maitre et guide est élu pape (1294), prenant le nom de Célestin V. L'ordre se développe en Italie et en France. Il est supprimé en 1778.

## Fondation
Autour de 1240, le moine bénédictin Pierre de Morrone (futur Célestin V), provenant de l'abbaye molisane de Santa Maria di Faifoli, se retire sur le mont Majella, dans les Abruzzes, dans le but d'observer plus fidèlement la Règle monastique (de saint Benoit) en menant partiellement une vie d'ermite. Quelques années plus tard, il fonde, près du castrum de Roccamorice, l'ermitage du Saint-Esprit : la tradition retient la date du 29 août 1248 (Fête de la décollation de saint Jean Baptiste) pour cette fondation.
Autour de Pietro s'est vite développée une communauté d'ermites, dont l'existence est documentée pour la première fois le 23 mai 1259, lorsque les autorités de la ville de Sulmona donnèrent aux moines Giacomo et Giovanni, les représentants légaux de Pierre, des terres sur la montagne du Morrone, surplombant la ville. Le 5 juin suivant, l'évêque de Valva et le chapitre de la cathédrale San Panfilo accordèrent à ces ermites la permission de construire une église dédiée à la Vierge.
Le premier monastère fut établi sur les pentes du mont Majella, en Italie. À l'origine ces religieux étaient membres des Ermites de saint Damien, ou Frères du Saint-Esprit (du nom de l'abbaye du Saint-Esprit, à Sulmona).
Le pape Urbain IV autorise cette fondation en 1263 et l'agrège à l'ordre bénédictin.
L'ordre est officiellement approuvé en 1274 par le pape Grégoire X en dépit de la récente réaction du deuxième concile de Lyon contre la multiplication des formes nouvelles de vie religieuse. Le nouvel ordre se répand largement en Italie, où il compte bientôt une centaine de maisons.
Devenu pape en 1294, Célestin V, en approuve les Constitutions le 27 septembre 1294, dont l'élément le plus caractéristique était la durée limitée à trois ans, renouvelables, de la charge d'abbé général. Le nom de « célestins » fut donné aux membres de l'ordre.

## Expansion en France
Les Célestins furent introduits en France par Philippe le Bel en 1300. Celui-ci tenait à exalter la mémoire de Célestin V au détriment de son successeur, le pape Boniface VIII avec lequel il est en conflit ouvert ; les premiers prieurés s'établirent dans les forêts d'Orléans et de Compiègne.
Le monastère des Célestins de Paris est érigé en 1352, et s'installe dans l'ancien couvent des Carmes.
En 1365, Charles V pose la première pierre de l'église qui est consacrée en 1370 par l'archevêque de Sens, Guillaume II de Melun. L'église est d'une architecture simple : une  unique nef de 48 m de long sur 11 m de large, qui se termine par une abside polygonale. Un jubé sépare la nef des trois travées du chœur des moines.
Le couvent des Célestins est étroitement lié à la famille royale. Philippe de Mézières, conseiller de Charles V de France, s'y retire à la mort du roi et y est enterré en 1405. Les Célestins font figure de nécropole royale et princière. Ils abritent les entrailles de la reine Jeanne de Bourbon, le prince Louis d'Orléans y est inhumé en 1407 après son assassinat. Cette faveur royale fut comme le signe de l'essor de l'ordre en France.
Le monastère devint le chef de l'ordre de la province française de la congrégation, et bientôt, à la faveur du Grand Schisme d'Occident, les monastères français, au nombre d'une dizaine, obtinrent leur autonomie par rapport à la juridiction italienne.
Au début du XVIIe siècle, les Célestins ont comme cardinal protecteur Robert Bellarmin qui après avoir gagné la confiance des moines s'investit dans la réforme de l'Ordre. En 1612 il préside lui-même le chapitre général triennal, à Monte Norone. Il y fait accepter le nouveau bréviaire (tridentin) de Paul V et donne son soutien à dom Claude Champigny, abbé-général, considéré comme le réformateur de l'Ordre. Dans une lettre Bellarmin l'invite, entre autres, à choisir avec soin ceux qui auront des positions d’autorité dans l'Ordre. En 1667, de nouvelles Constitutions sont adoptées.

## Les Célestins en Europe
Le seul couvent de Célestins construit dans les anciens Pays-Bas est celui de Heverlee, de style gothique. Il est dessiné dans les albums de Croÿ, coiffé d'un cartouche sur lequel est inscrit « Le Cloistre de Hevre » construit à Heverlee, à la suite de la demande faite peu avant sa mort (à Worms, le 28 mai 1521) par Guillaume de Croÿ, seigneur de Chièvres et marquis d'Aarschot. Ce vœu est exécuté par sa veuve Marie-Madeleine de Hamal. Le couvent en pierre calcaire blanche est construit près du château d'Heverlee, de 1521 à 1526, par l'architecte Rombaud II Keldermans, incluant un cloître et une église à trois nefs, longue de 72 m environ et large de 24,5 m.

## Le déclin
Les destructions des guerres de religion ont infligé aux célestins de France des dommages irréparables. Au XVIIIe siècle, l'ordre n'a plus assez de vitalité pour résister aux pressions de la commission des réguliers qui lui interdit en 1769 de recevoir des novices, il ne comptait alors plus que cent soixante-dix moines. Il est supprimé en 1778, à cause de la corruption qui s'y était développée.
Les trésors de la bibliothèque des Célestins de Paris sont dispersés avant même la Révolution.
L'église du couvent est détruite en 1795, alors que les gisants des princes sont transférés au Louvre ou à la basilique Saint-Denis, et les bâtiments conventuels démolis en 1847. En 1877, le boulevard Henri-IV est percé, sa partie inférieure correspond à l'ancien couvent, alors que l'actuelle caserne des Célestins de la Garde républicaine, construite vers 1900, occupe les anciens jardins du couvent.

## L'habit

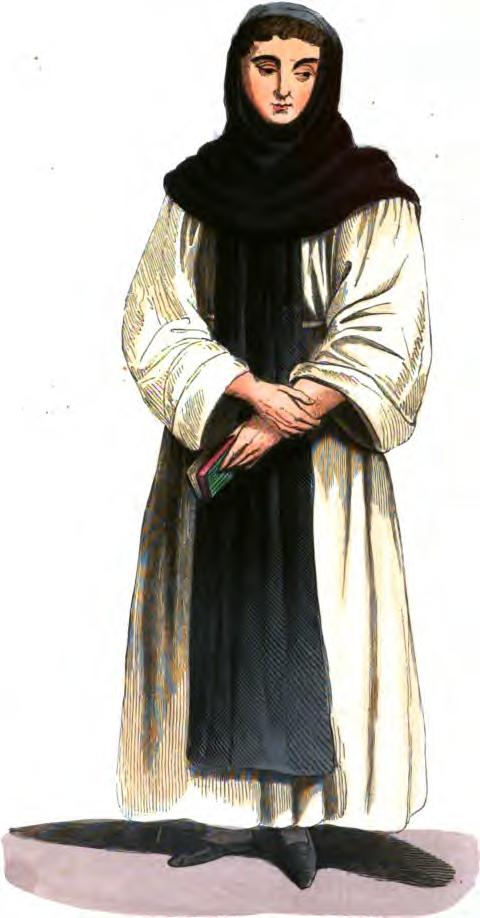
Habit des religieux célestins.

Les Célestins portaient une tunique blanche, un scapulaire noir, un capuchon à collerette et, pour les profès, une coule noire. En raison de leur scapulaire noir qui formait comme un trait noir sur leur robe blanche, ils furent également appelés les barrés.

## Implantations en Italie
D'après Antoine Becquet.
- Collemaggio 1274, 1444 (qui abrite le mausolée du pape Célestin V), à L'Aquila. On peut également noter que le moine célestin Mariano d'Abbattegio a été gouverneur de la ville[9].
- Milan 1525 : Notre-Dame de la Victoire, près de Milan
- Saint-Benoît de Nursie 1488, Ombrie.

## Implantations en France
Dates de fondation d'après le ms Avignon, Bibl. mun. 342, f. 151 (XVe s.), entre parenthèses les dates proposées par Antoine Becquet ; la construction a souvent commencé avant la date de fondation officielle retenue par les archivistes de l'ordre pour la mémoire officielle de leur congrégation.
- Ambert, commune de Chanteau, 1304 : couvent Notre-Dame-des-Célestins, dioc. Orléans
- Amiens 1401 : Saint-Martin et Saint-Antoine
- Annecy, 1516 : Sainte-Croix.
- Avignon 1393 : couvent du Bienheureux Pierre de Luxembourg
- Colombier-le-Cardinal, 1361 : couvent Sainte-Marie, Vivaray, dioc. de Vienne, dép. Ardèche.
- Esclimont, commune de Saint-Symphorien-le-Château : couvent Notre-Dame-des-Célestins. .
- Étampes: maison des Célestins.
- Gentilly, au Pont-de-Sorgue (de nos jours Sorgues, près d'Avignon) : 1356 au Pont-de-Sorgue (de nos jours Sorgues) : Saint-Martial,
- Limay, voir Mante.
- Lyon, 1421 (1421) : Notre-Dame de Lyon (emplacement actuel du ^théâtre et de la place des Célestins], de 1407 à 1778.
- Mante-sur-Seine, 1376 : couvent de la Sainte-Trinité, dioc. de Rouen, [ Limay, Yvelines]
- Marcoussis, 1408 : couvent de la Sainte-Trinité, construit en 1407.
- Metz, 1402 (1401) : Sainte-Marie / Notre-Dame.
- Paris, 1352 : Notre-Dame
- Rainneville: maison de Célestins
- Rouen, 1447 (1449) : couvent Notre-Dame-du-Val, fondé par Jean de Lancastre, duc de Bedford, vers 1430 à 1783.
- Sainte-Croix, 1405 : Sainte-Croix-sous-Offémont, dioc. de Soissons
- Saint-Pierre-au-Mont-de-Châtre, commune de Vieux-Moulin, canton Compiègne-Sud, dans l'Oise), 1308 : Saint-Pierre, dans la forêt de Compiègne, dioc. de Soissons
- Sens, 1366 : Notre-Dame
- Ternes (village de la commune de Pionnat, canton d'Ahun, Creuse], 1328 (1338) : Notre-Dame, Abbaye des Ternes
- Villars-Salet (Savoie) 1470 : Sainte-Catherine.
- Verdelais:  couvent des Célestins de 1627 à 1778.
- Vichy, 1411 : couvent de la Sainte-Trinité, supprimé en 1778.
- Villeneuve-les-Soissons, 1444 (1404) : Sainte-Trinité.

## Implantations dans d'autres pays
D'après Antoine Becquet.
- Heverlee (1525): Notre-Dame, près de Louvain.
- Oybbin (1426) : Mont-Paraclet, Bohème.
- Barcelone (1410) : Sainte-Chapelle, Espagne.

## Sources
- Becquet (Antoine), Coelestinorum Congregationis Ordinis S- Benedicti Monasteriorum Fundationes, Virorumque Vita Aut Scriptis illustrium, Elogia Historica. Servato Ordine Chronologico, Opus Biparritum. Paris, 1719.
- Bérard (Françoise), La bibliothèque des Célestins de Paris d’après le catalogue collectif du père Daire (vers 1767-1776) et les manuscrits retrouvés, dans École des Chartes Positions des thèses soutenues par les élèves de la promotion de 1979, Paris, École des Chartes, 1979, p. 10-17.
- Bérard (Françoise), La bibliothèque des Célestins de Paris d’après le catalogue collectif du père Daire (vers 1767-1776) et les manuscrits retrouvés, Thèses de l'École nationale des chartes, dactyl., Paris, 1979, 483 p.
- Gaston et Monique Duchet-Suchaux, Les Ordres Religieux : guide historique, Flammarion, 2000, 318 p. (ISBN 978-2-08-012297-1 et 2-08-012297-5)
- André Duval, Dictionnaire du Moyen Âge : histoire et société, Encyclopædia Universalis, septembre 1997 (ISBN 2-7028-1460-3)